# Kaldbak

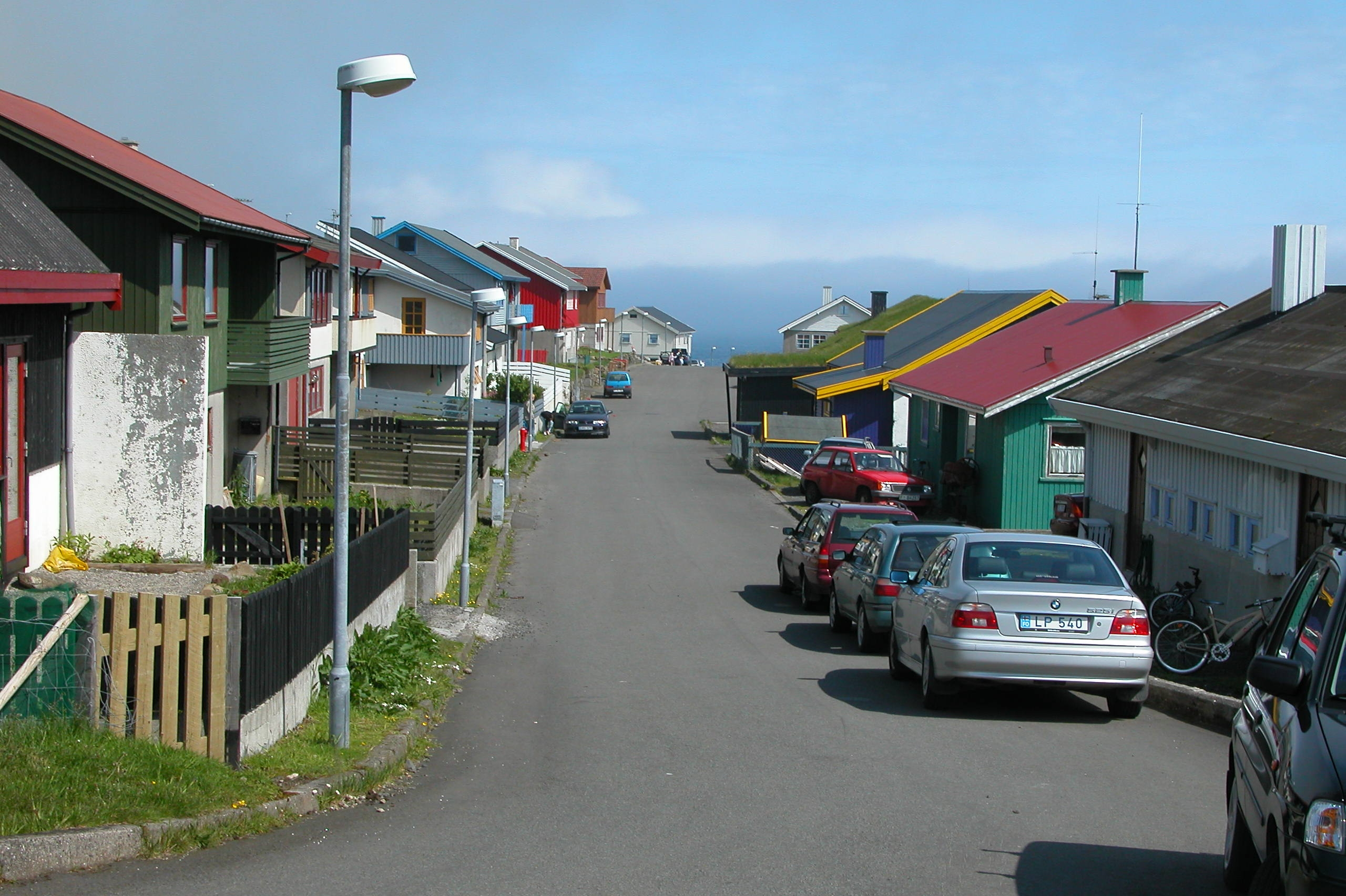
Kaldbak

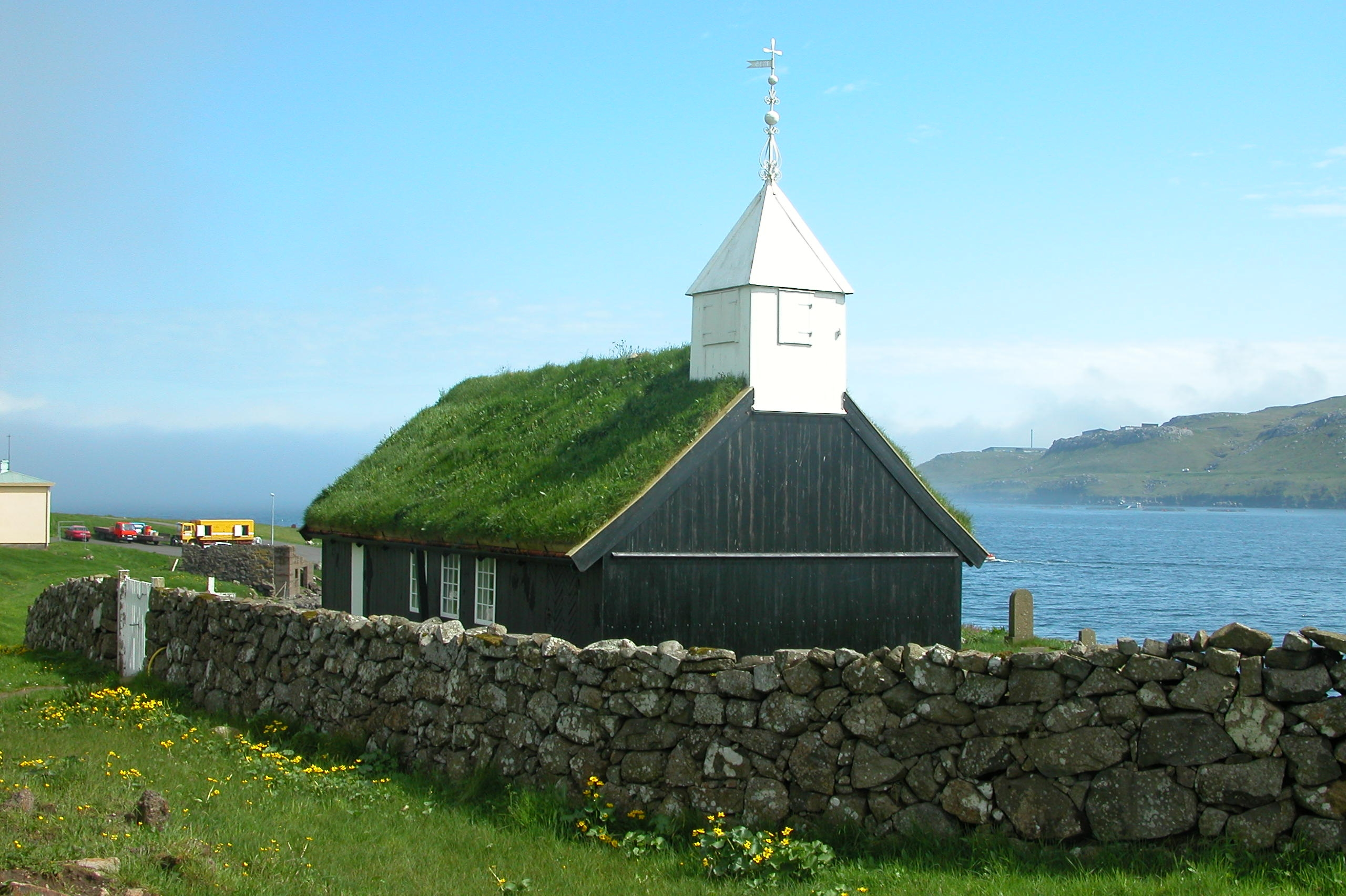
Kirche Kaldbak

Kaldbak [ˈkʰalːpak] ist ein Ort der Färöer im Südosten der Hauptinsel Streymoy.
- Einwohner: 217 (1. Januar 2007)
- Postleitzahl: FO-180
- Kommune: Tórshavnar kommuna

Kaldbak gehört administrativ zur Hauptstadt-Kommune, liegt geografisch aber abseits des geschlossenen Siedlungsgebietes am Nordufer des Fjords Kaldbaksfjørður.
Ausgrabungen konnten belegen, dass hier seit dem 11. Jahrhundert gesiedelt wird. Die typisch färöische Holzkirche mit dem Grasdach stammt von 1835. Erst 1980 bekam Kaldbak den Anschluss an das Straßennetz der Färöer. In der Aquakultur des Ortes wird Lachs gezüchtet. In den 1970er und 1980er Jahren wurden hier Glasfaserboote gebaut, die dem klassischen Wikinger-Bootstyp nachempfunden sind. Diese Boote findet man noch heute überall auf den Färöern.

## Persönlichkeiten
- Hanus við Høgadalsá (1913–1998), Politiker
- Knút Wang (1917–1976), Journalist und Politiker

Koordinaten: 62° 4′ N, 6° 50′ W